# 空中英雄長空會戰
《空中英雄長空會戰》（英語：Chuck Yeager's Air Combat，直譯為查克·葉格的空中作戰）是美商藝電於1991年出版的空戰模擬電腦遊戲。查克·葉格的聲音錄製於遊戲中，在遊戲過程和一些選單畫面中會以顧問的身分出現，或是在任務結束畫面中鼓勵玩家。
此遊戲主要的內容是空對空戰鬥，由於具有較高的真實性，因此通常被歸類為模擬遊戲而非普通的動作遊戲。與一般飛行模擬遊戲不同，在這款遊戲中，飛行高度與空戰型態對於模擬的遊戲狀況有較大的影響。

## 戰機
遊戲中有六種戰機可供玩家操作分別是：
- P-51D Mustang
- F-86E Sabre
- F-4E Phantom II
- Fw.190A-8
- MiG-15 'Fagot'
- MiG-21MF 'Fishbed'

其他只能由AI操作的戰機有：
- Me 109E
- Me 110B
- Me 163B Komet
- Me 262 Schwalbe
- P-47D Thunderbolt
- Yak-9
- MiG-17MF 'Fresco'
- F-105D Thunderchief
- B-17E
- B-29C
- B-52